# Jablonná

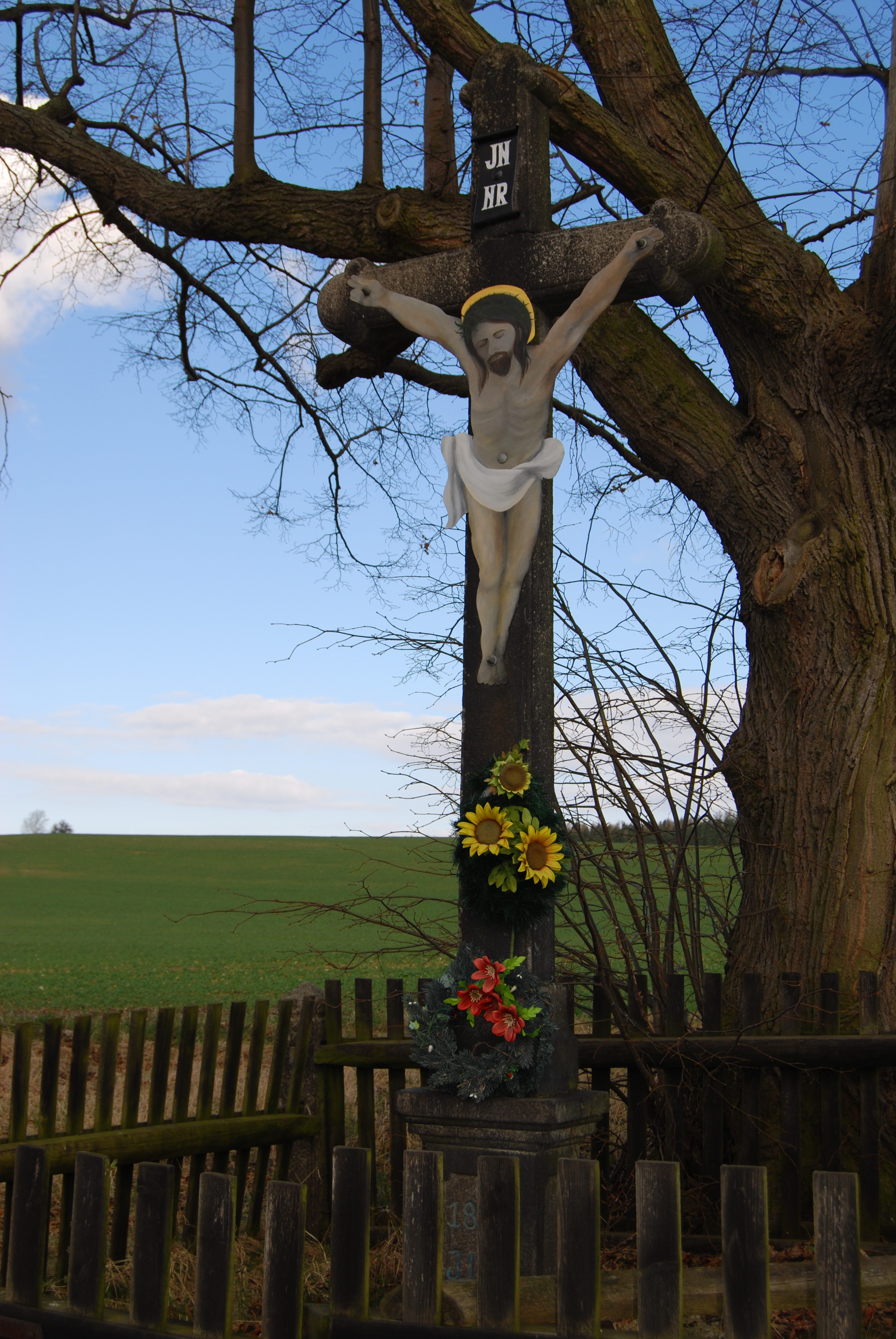
Wegekreuz bei Jablonná

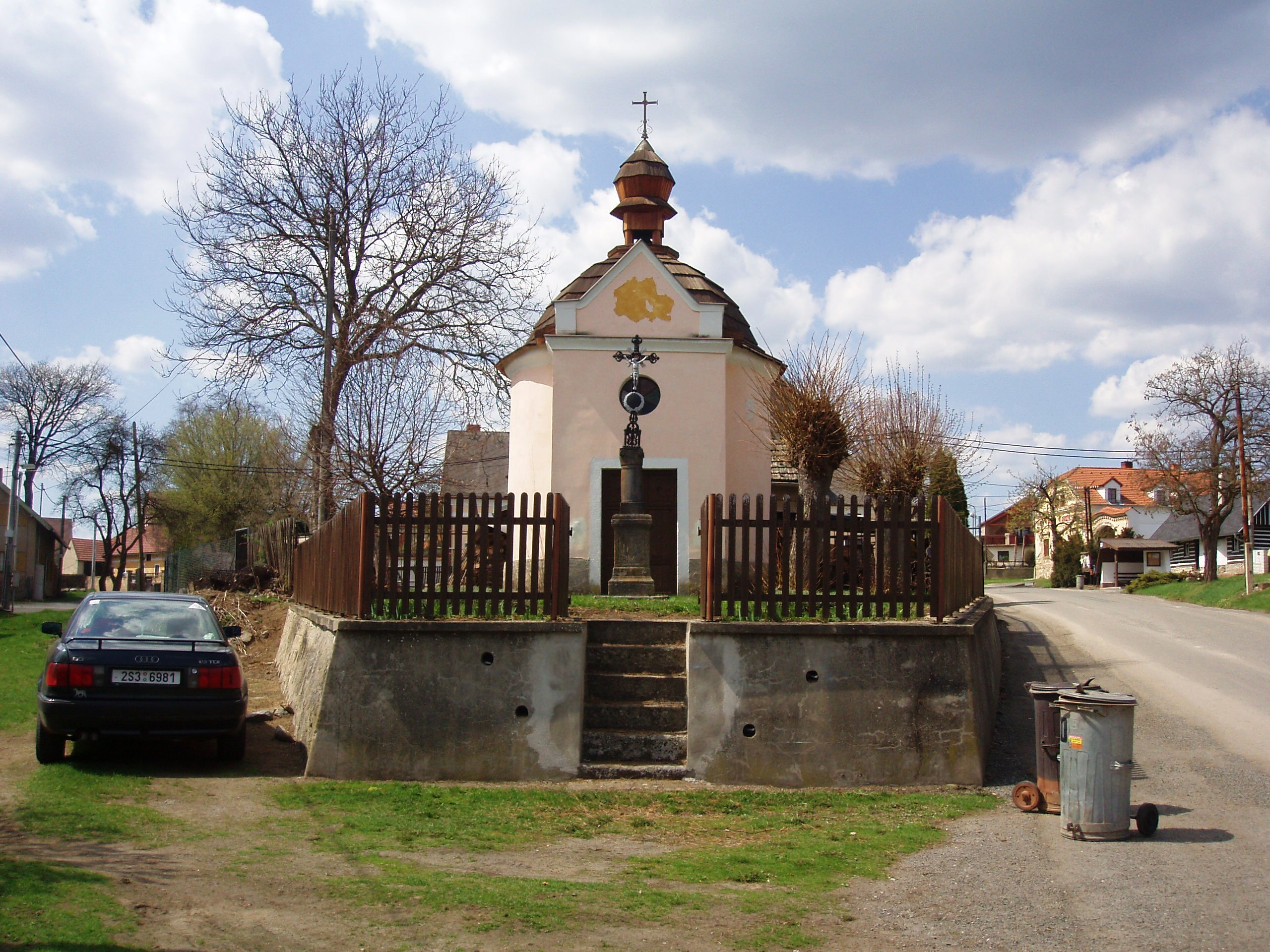
Kapelle in Horní Hbity

Jablonná (deutsch Jablona) ist eine Gemeinde in Tschechien. Sie liegt zehn Kilometer südöstlich des Stadtzentrums von Příbram und gehört zum Okres Příbram.

## Geographie
Jablonná befindet sich rechtsseitig über dem Tal des Baches Chobotský potok in der Dobříšská pahorkatina (Dobrischer Hügelland). Östlich des Dorfes liegt der Teich Chobotský rybník. Nördlich erheben sich die Houpačka (543 m n. m.) und der Točný vrch (512 m n. m.), im Nordosten die Velká leč (508 m n. m.), östlich die Černé vrchy (485 m n. m.), im Süden der Divák (491 m n. m.) und die Dubenecká (531 m n. m.), südwestlich der Vrch (472 m n. m.) und der Hronov (514 m n. m.), im Westen die Ohrádka (499 m n. m.), der Červený vrch und die Lázná hora (501 m n. m.) sowie nordwestlich der Spálený vrch (540 m n. m.), die Paseky (500 m n. m.) und die Velká skála (551 m n. m.). Durch Jablonná verläuft die Straße II/118 zwischen Příbram und Kamýk nad Vltavou.
Nachbarorte sind Drásov, Buda und Višňová im Norden, Jelence im Nordosten, Dolní Hbity im Osten, Horní Hbity und Dolejší Mlýn im Südosten, Žlíbky, Pila, Pánský Mlýn, Draha und Podkáciňský Mlýn im Süden, Káciň und Stěžov im Südwesten, Na Pelechu, Jesenice und Háje im Westen sowie Placy, Bytíz, Dubenec, V Toku und Cihelna im Nordwesten.

## Geschichte
Jablonná wurde wahrscheinlich in der zweiten Hälfte des 16. Jahrhunderts gegründet. Die erste schriftliche Erwähnung des zur Herrschaft Dobřisch gehörigen Dorfes erfolgte im Jahre 1585 im Zusammenhang mit der Bestimmung eines Fremdschadens (pych) an Wald und Wasser. Jablonná bestand zu dieser Zeit aus ca. neun Anwesen. Im Jahre 1611 verpfändete Kaiser Rudolf II. die Herrschaft Dobřisch an Anna von Fürstenberg, geborene Lobkowicz. Am 14. Juni 1630 verkaufte die Böhmische Kammer die Herrschaft Dobřisch mit dem angeschlossenen Gut Heiligfeld mit Ausschluss der Jagd auf Rot- und Schwarzwild erblich an den Oberstjäger der Königreiches Böhmen, Bruno von Mansfeld und Heldrungen. Nachfolgender Besitzer war ab 1644 Franz Maximilian von Mansfeld. Ihn beerbte 1692 sein Sohn Karl Franz Anton von Mansfeld und ab 1717 dessen Sohn Heinrich. Bis 1714 gehörte das Dorf zum Podbrder Kreis, danach wurde es Teil des Berauner Kreises. Nach dem Tode des Heinrich von Mansfeld fiel dessen Erbe 1780 seinem Sohn Joseph Wenzel zu, der sechs Wochen später ohne Nachkommen verstarb. Damit erlosch das Geschlecht im Mannesstamme, die Herrschaft Dobřisch erbte Joseph Wenzels Schwester Maria Isabella. Es erfolgte die Namens- und Wappenvereinigung mit der Familie ihres Ehemannes Franz de Paula Gundaker von Colloredo-Waldsee-Mels zum Geschlecht Colloredo-Mannsfeld. Nach Maria Isabellas Tod im Jahre 1794 erbte ihr Sohn Rudolph Joseph II. die Güter. Nach dem Tode des kinderlosen Rudolf Joseph II. von Colloredo-Mannsfeld fiel die Herrschaft 1844 dessen Neffen Franz de Paula Gundaccar II. von Colloredo-Mannsfeld zu.
Im Jahre 1846 bestand das Dorf Jablona, auch Jablana bzw. Gablona genannt, aus 35 Häusern mit 247 Einwohnern. Haupterwerbsquelle bildete die Landwirtschaft. Pfarrort war Unter-Hbit. Bis zur Mitte des 19. Jahrhunderts blieb Jablona der Herrschaft Dobřisch untertänig.
Nach der Aufhebung der Patrimonialherrschaften bildete Jabloná/Jablona ab 1850 mit den Ortsteilen Jelence und Káciň eine Gemeinde im Gerichtsbezirk Příbram. Am 20. August 1864 brannte Jabloná größtenteils nieder, nur neun Häuser blieben von dem Feuer verschont. Das Großfeuer entstand infolge von Brandstiftung durch den Sohn des Dorfhirten, dem die Heirat mit einem Mädchen aus dem Ort verweigert worden war. Ab 1868 gehörte Jabloná zum Bezirk Příbram. Jelence löste sich in den 1870er Jahren los und bildete eine eigene Gemeinde. Seit dem Ende des 19. Jahrhunderts führt die Gemeinde den Namen Jablonná. Im Jahre 1932 lebten in Jablonná (mit Káciň) 771 Menschen. Káciň wurde 1948 eigenständig. Im Jahre 1961 erfolgte die Eingemeindung von Horní Hbity.

## Gemeindegliederung
Die Gemeinde Jablonná besteht aus den Ortsteilen und Katastralbezirken Horní Hbity (Ober Hbit) und Jablonná (Jablona). Zu Jablonná gehören außerdem die Einschicht Dolejší Mlýn und ein Teil von Placy (Platz).

## Sehenswürdigkeiten
- Kapelle in Jablonná
- Kapelle in Horní Hbity
- Mehrere Wegekreuze
- Naturdenkmal Jablonná - mokřad. Das Sumpfgebiet um einen namenlosen Teich zwischen Jablonná und Dolní Hbity wurde 2011 auf einer Fläche von 13 ha zum Schutz einer Population der Rotbauchunke zum Schutzgebiet erklärt. Außerdem leben dort auch Kammmolche, Teichmolche, Wasserfrösche, Erdkröten und Knoblauchkröten.[6]